# Nykantianism

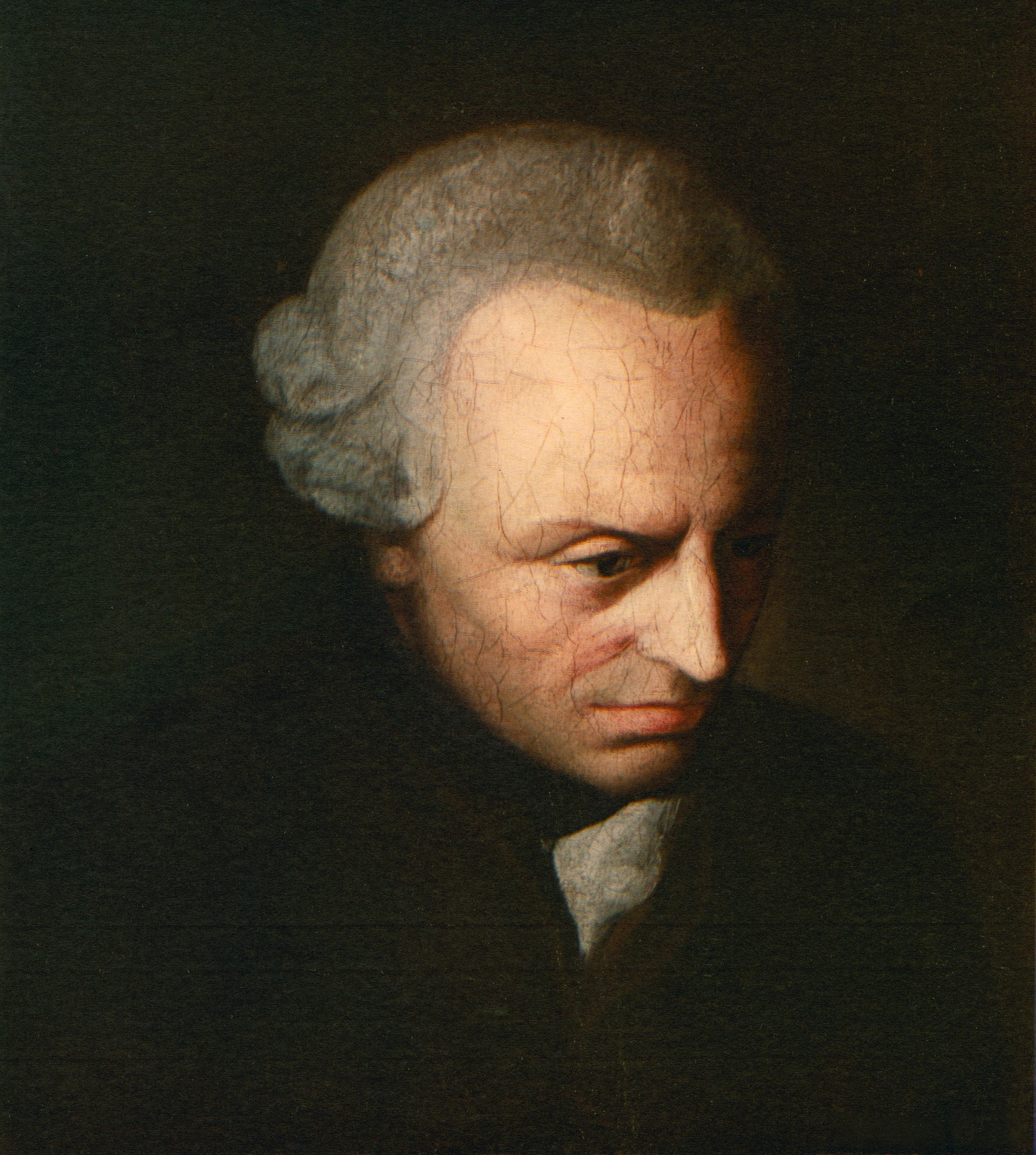
Immanuel Kant.

Nykantianism var en heterogen grupp av filosofiska riktningar i Tyskland från mitten av 1800-talet, vilka i något avseende anknöt till Immanuel Kant och hans epistemologi. 
Man riktade sin kritik främst mot den Schelling-Hegelska metafysiken, gentemot vilken man sökte känning med den exakta naturvetenskapen; å andra sidan mot den naturvetenskapen åberopande materialismen. Senare sökte nykantianerna på egna vägar systematiskt vidareutveckla den kantska filosofin men klövs samtidigt i två riktningar genom utbrytning av den så kallade Marburgskolan. I början av 1900-talet gick den nykantianka filosofin tillbaka genom ett nyväckt intresse för metafysik.
Bland nykantianerna återfinns Friedrich Albert Lange, Otto Liebmann, Eduard Zeller, Hermann von Helmholtz, Hermann Cohen, Paul Natorp, Ernst Troeltsch, Nicolai Hartmann, Ernst Cassirer och John Hick.
I Frankrike kan Charles Renouvier ses som företrädare för tankar mycket snarlika nykantianernas.